# 住吉浜

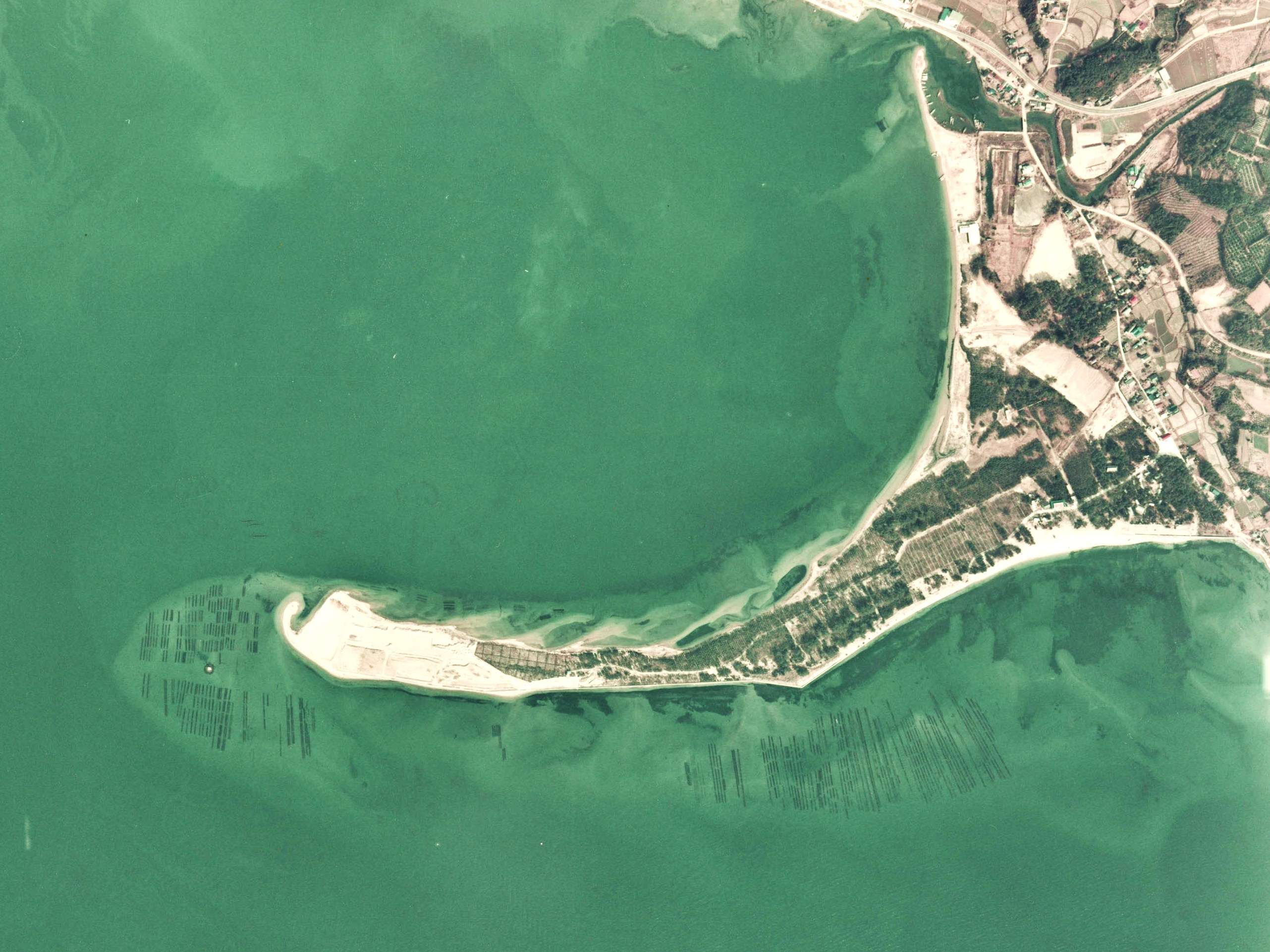
住吉浜の空中写真。（1974年撮影）

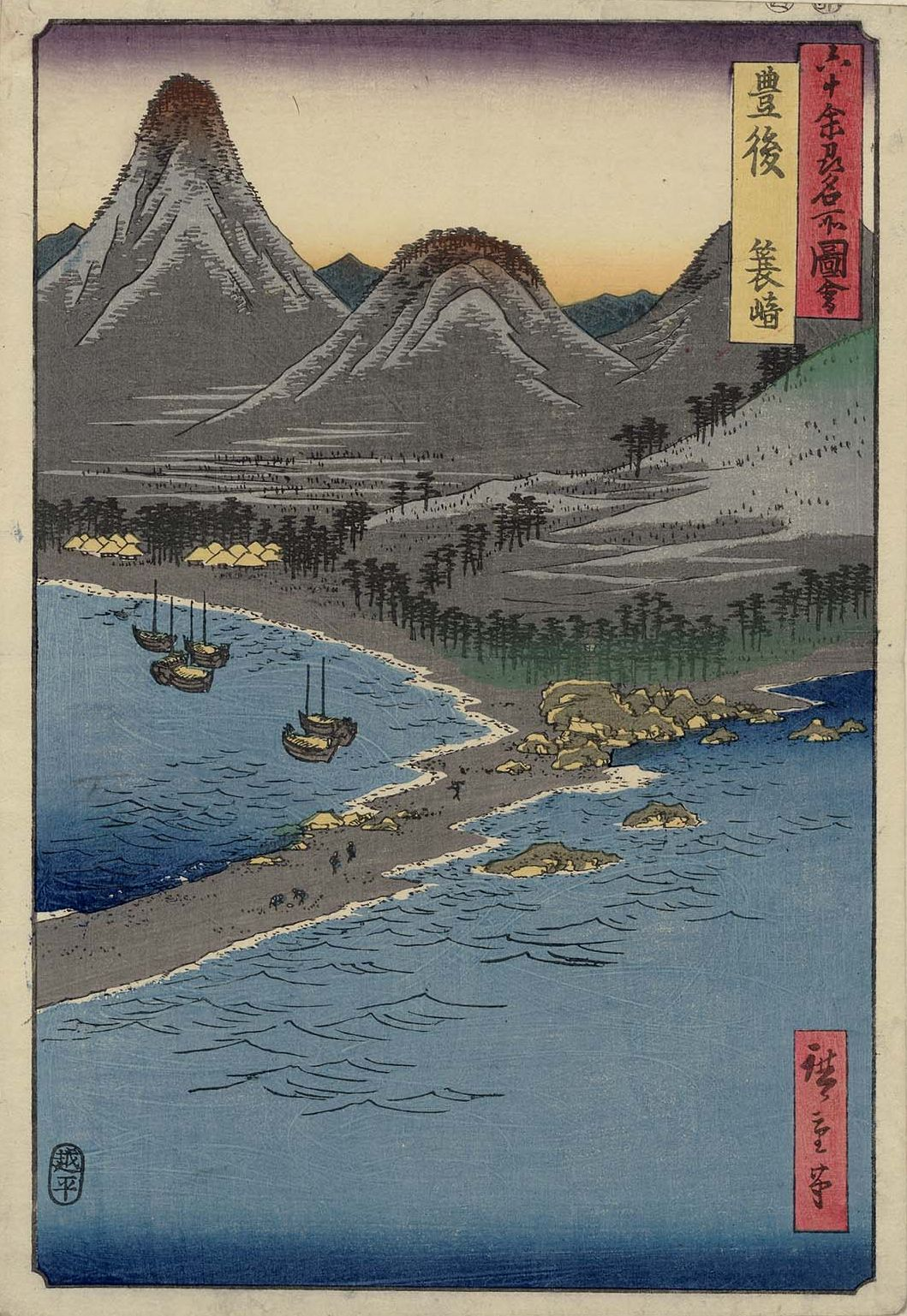
六十余州名所図会 『豊後 蓑崎』

住吉浜（すみよしはま）は、大分県杵築市にある海岸。

## 概要
別府湾の北側、国東半島の付け根近くに位置する守江湾の東側にあり、湾を取り囲むように弧を描いて南西に突き出す天然の砂嘴（さし）で、三方を海に囲まれている。
京都府宮津市の天橋立に擬して豊後天ノ橋立とも呼ばれ、江戸時代後期には歌川広重（安藤広重）の『六十余州名所図会』の「蓑崎」にも描かれた古くからの景勝地である。また、北側に位置する奈多海岸と合わせ、「奈多・住吉海岸」として大分百景に選ばれている。
近年、全体が、住吉浜リゾートパークとして開発され、ホテル、温泉、ゴルフ場などの施設が整備されており、景観が一変している。また、ゴルフ場内にはOBS杵築ラジオ放送所が設けられている。